# Герон (озеро)
Герон (англ. Lake Heron) — пресноводное горное озеро в центральной части региона Кентербери, на острове Южный в Новой Зеландии.
В озеро впадает река Суин. Из озера вытекает протока, впадающая в реку Ракаиа.

## География
Озеро находится на высоте 691 метр. Площадь водного зеркала — 6,3 км². Средняя глубина составляет 36 метров.

## Экология
Королевское общество защиты лесов и птиц Новой Зеландии, Forest and Bird обеспокоено последствиями воздействия на окружающую среду новой дороги, проложенной вдоль южного берега озера.